# Wudaoshui Zhen
Wudaoshui Zhen (kinesiska: 五道水镇) är en köping i Kina. Den ligger i provinsen Hunan, i den södra delen av landet, omkring 340 kilometer nordväst om provinshuvudstaden Changsha. Antalet invånare är 5944. Befolkningen består av 2 781 kvinnor och 3 163 män. Barn under 15 år utgör 18,0 %, vuxna 15-64 år 68 %, och äldre över 65 år 13,0 %.
Genomsnittlig årsnederbörd är 1 677 millimeter. Den regnigaste månaden är september, med i genomsnitt 284 mm nederbörd, och den torraste är december, med 18 mm nederbörd.